# 秦保强
秦保强（1967年12月—），男，汉族，河南邓州人。1992年3月加入中国共产党，曾任漯河市市长，现任漯河市委书记。

## 简历
1990年毕业于河南大学政治系政治专业，后进入郑州轻工业学院工作；
2009年7月，任河南省人大常委会副秘书长、机关党组成员、办公厅研究室主任；
2011年8月，任中共开封市委常委、宣传部部长；2015年4月，任开封市常务副市长；2018年1月，任中共开封市委副书记、统战部部长；
2021年7月，任中共漯河市委副书记，市政府市长。
2023年3月，任漯河市委书记。